# Mbé
Mbé ist ein Ort in der Republik Kongo im Ngabe District, im Osten des Departments Pool, ca. 200 km nordöstlich der Hauptstadt Brazzaville.

## Geographie
Der Ort liegt in der Savanne am Fluss Miélankouvou. Südlich des Ortes liegt der Hain Bois Isan. Eine Straße verbindet Mbé mit Ngabé im Nordosten am Kongo, sowie mit Odziba im Süden. Eine weitere Straße führt nach Nordwesten nach Inoni.

## Königshof
Die königliche Domäne von Mbé besteht aus mehreren Gebäuden und Anwesen, die hohe Bedeutung für das Volk der Batéké haben. Unter anderem war die Residenz des Makoko (König) in Mbé verortet, auch wenn das Königtum oft den Standort der Residenz wechselte. In der Tradition der Batéké war es nötig, dass die Hauptstadt “Mbé” verlegt wurde, immer wenn ein König plötzlich verstarb.

## UNESCO-Welterbe
Der Ort wurde am 12. Juni 2008 in die Tentativliste des UNESCO-Welterbes aufgenommen.

## Persönlichkeiten
- Ngalifourou (1864–1956), Königinmutter  der Teke und Verbündete der französischen Kolonialisten.[3]